# Кара-Торбок
Кара-Торбок (рос. Кара-Торбок) — село Чойського району, Республіка Алтай Росії. Входить до складу Паспаульського сільського поселення.
Населення — ненаселене (2015 рік).